# Kevin Conboy
Kevin Conboy (ur. 15 października 1987 w Esbjergu) – duński piłkarz grający na pozycji lewego obrońcy. Od 2020 jest zawodnikiem Esbjerg fB.